# رود یوگ
رود یوگ (انگلیسی: Yug) یک رودخانه در استان ولوگدای کشور روسیه است.